# Eugène Lachat

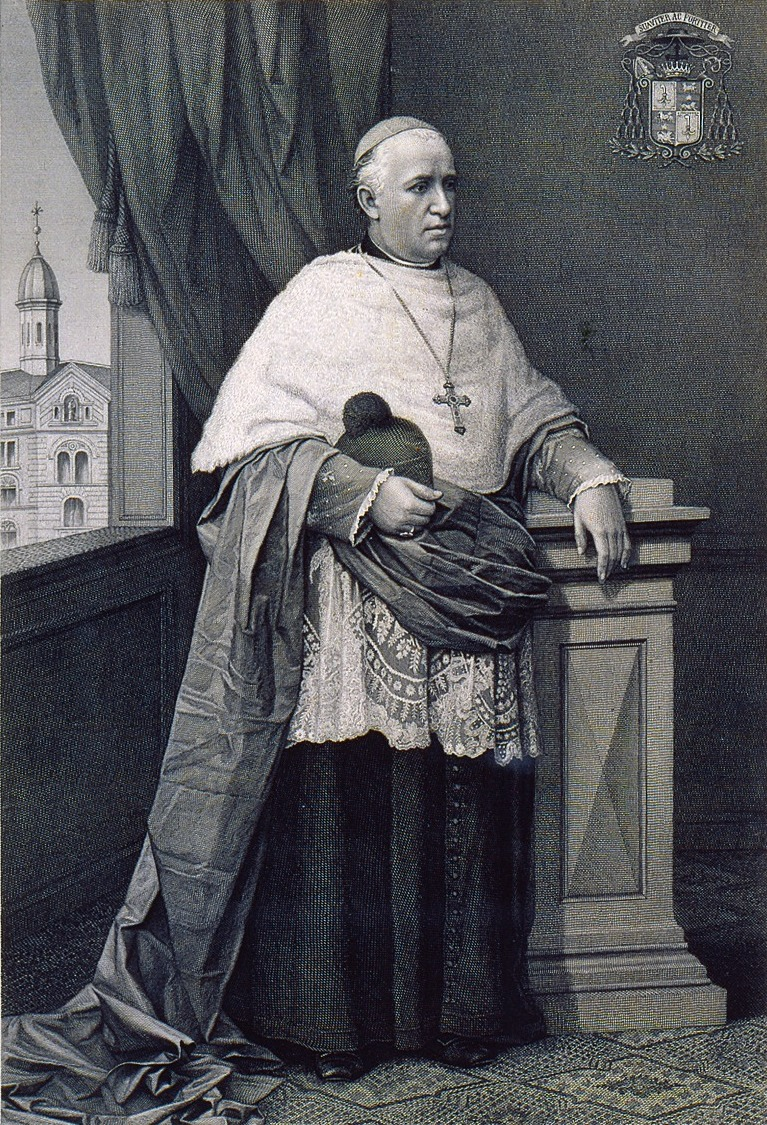
Bischof Eugène Lachat; zeitgenössischer Stich.

Aimable Jean Claude Eugène Lachat (* 14. Oktober 1819 auf dem Bauernhof Montavon im Dorf Réclère im Kanton Jura; † 1. November 1886 in Balerna, Kanton Tessin) war römisch-katholischer Bischof von Basel, Apostolischer Administrator des Kantons Tessin und Titularerzbischof von Tamiathis.

## Leben
Eugène Lachat war Sohn des Landwirts François Lachat und der Anne-Marie geb. Walser.  Er absolvierte die humanistischen Studien in Besançon unter der Leitung seines älteren Bruders Jean-François Lachat und trat mit 17 Jahren in den Orden der Missionare vom Kostbaren Blut ein. Er wurde am 24. September 1842 zum Priester geweiht. 1844 wurde er Wallfahrtspriester des Wallfahrtsortes Unserer Lieben Frau zu den Drei Ähren bei Colmar, 1850 Pfarrer von Grandfontaine und 1855 Pfarrdekan von Delsberg.
Nachdem er am 26. Februar 1863 zum Bischof von Basel gewählt worden war, bestätigte Papst Pius IX. die Wahl am 26. Oktober desselben Jahres. Die Bischofsweihe spendete ihm am 30. November 1863 der damalige Bischof von Strassburg, Andreas Räss, in der Kathedrale Solothurn.
Lachat veröffentlichte im Fastenhirtenbrief von 1871 entgegen dem Verbot der Diözesanstände die Beschlüsse des Ersten Vatikanischen Konzils. So wurde er im Zuge des Kulturkampfes am 29. Januar 1873 von den Diözesanständen Aargau, Solothurn, Bern, Basel-Landschaft und Thurgau von seinem Amt abgesetzt, während ihn Luzern und Zug weiterhin als rechtmässigen Bischof betrachteten.
1884 wurde im Einvernehmen mit dem Papst die Wiederherstellung des Bistums Basel beschlossen. Lachat leistete auf das Bistum Verzicht, und der Propst des Domkapitels von Solothurn, Friedrich Fiala, wurde zum Bischof von Basel ernannt. Nach einem Vertrag zwischen der Schweizerischen Eidgenossenschaft und dem Vatikan aus demselben Jahr wurden die Tessiner Pfarreien von den Bistümern Como und Mailand getrennt und Eugène Lachat als Apostolischem Administrator unterstellt. Am 23. März 1885 wurde er zum Titularerzbischof von Tamiathis erhoben. Lachat erreichte das Tessin am 10. August 1885 und starb am 1. November 1886.